# Lycaeides radiata
Lycaeides radiata är en fjärilsart som beskrevs av Blachier 1909. Lycaeides radiata ingår i släktet Lycaeides och familjen juvelvingar. Inga underarter finns listade i Catalogue of Life.